# Saint-Joachim
Saint-Joachim település Franciaországban, Loire-Atlantique megyében. Lakosainak száma 4125 fő (2022. január 1.). Saint-Joachim La Chapelle-des-Marais, Crossac, Herbignac, Montoir-de-Bretagne, Saint-André-des-Eaux, Saint-Lyphard, Saint-Malo-de-Guersac, Saint-Nazaire, Sainte-Reine-de-Bretagne és Trignac községekkel határos.

## Népesség
A település népessége az elmúlt években az alábbi módon változott:
| Lakosok száma | 4152 | 4253 | 3994 | 3915 | 3917 | 3934 | 4033 | 4087 | 4109 | 4125 |
|               | 1968 | 1982 | 1990 | 2006 | 2013 | 2015 | 2017 | 2019 | 2020 | 2022 |